# Mesu ’e Montes
Mesu ’e Montes (deutsch „Sattel zwischen den Bergen“) ist eine Nekropole, bestehend aus 18 Domus de Janas. Sie liegt oberhalb der Kirche Sant’Antonio bei Ossi in der Metropolitanstadt Sassari auf Sardinien. Mesu ’e Montes stammt, wie das nahe gelegene, aber kleinere Felsgrab von Molafa aus der Endphase der Anlegung (bzw. dem Aus- und Umbau) artifizieller Höhlen und kann der späten Bonnanaro-Kultur oder der frühen Nuraghenkultur zugerechnet werden.
Die in den Tafelberg Monte Mannu gearbeitete Exedra des 1984 untersuchten, als Tomba II bezeichneten Felsengrabes stellt eine, als architektonischen Front gestaltete Zentralstele, eines Gigantengrabes dar, einschließlich der drei Vertiefungen für die Baityloi, während seine innere Gestaltung völlig anders als die des Vorbildes ist. Die im Vorraum und der Hauptkammer (mit zwei Säulen) reich verzierte Anlage Tomba II besteht aus neun mitunter primär durch niedrige Schwellen gegliederte Nebenkammern, von denen jedoch nur eine verziert ist. Die Dekors bestehen hauptsächlich aus in die Wände gearbeiteten Stierhörnermotiven, die meist als konzentrisches Doppelmotiv auftreten und mitunter durch schmale Reliefpfeiler getrennt und von Doppelspiralen begleitet werden. Im Boden ist eine runde Feuerstelle mit drei Stützsteinen ausgespart, die als Kochtopfhalter interpretiert werden. Die Decke zeigt einen über die Pfeiler laufenden Firstbalken, so dass sie eine Holzbalkendecke imitiert. Eine für Anlagen dieser Periode typische Scheintür (Falsa Porta) ist ebenfalls vorhanden.
In der Nähe liegen die Felsgräber von Molafa, Sa Rocca und Su Lampu und Su Carralzu.